# Maria Ann Smith
Maria Ann Smith, detta Granny (Peasmarsh, 1799 – Ryde, 9 marzo 1870), è stata una frutticoltrice anglo-australiana, creatrice della varietà di mele Granny Smith.

## Giovinezza
Maria Ann Sherwood nacque nel 1799 a Peasmarsh nella contea del Sussex, in Inghilterra; venne battezzata il 5 gennaio 1800 nella chiesa di St Peter and St Paul, a Peasmarsh. Era figlia del contadino John Sherwood e di sua moglie Hannah, nata Wright. Maria cominciò a lavorare come contadina e l'8 agosto 1819 si sposò a Ebony (nel Kent) con il contadino Thomas Smith (1799–1876), della vicina Beckley. Gli Smith, entrambi analfabeti, vissero a Beckely per i successivi 19 anni, durante i quali Maria ebbe otto figli, tre dei quali non raggiunsero l'età adulta.
La famiglia emigrò nel Nuovo Galles del Sud come liberi coloni grazie al programma del governo locale "Schema della Bontà" (Bounty Scheme), giungendo a Sydney a bordo della Lady Nugent il 27 novembre 1838. Thomas trovò lavoro con un colono vicino a Ryde, nel distretto di Kissing Point, dedicato alla coltivazione della frutta, zona all'epoca praticamente disabitata e nota come Dark Country, terra oscura. Lui e Maria restarono all'interno del distretto per il resto della loro vita. Nel 1856 Thomas acquistò per 605 sterline due lotti di terreno, per un totale di circa 9,7 ettari, da adibire a frutteto sul confine della Field of Mars Reserve, vicino a Eastwood.
Il clima di Ryde, adatto per la coltivazione della frutta, permise loro di rifornire il mercato di Sydney con prodotti freschi, da loro trasportati via carro o in barca lungo il fiume Parramatta. Anche Maria si recava al mercato, dove vendeva torte di frutta preparate da lei stessa, grazie alle quali ottenne una reputazione invidiabile.

## Sviluppo della mela Granny Smith
Nel 1868 Maria prese da un grossista del mercato di Sydney una cassetta di mele selvatiche francesi cresciute in Tasmania da impiegare per le sue torte. Dopo averle utilizzate, gettò le bucce e i semi in un cumulo di compost vicino a un torrente presente nella sua fattoria. Alcuni mesi dopo vide un arbusto di melo spuntare dal compost e se ne prese cura finché questo diede frutti. Nel 1876, dopo la morte di Maria e Thomas, il coltivatore locale Edward Gallard comprò parte della fattoria Smith e sviluppò la coltivazione della 'Granny Smith', piantando un gran numero di questi alberi dai quali ottenne un raccolto annuale fino al 1914, anno della sua morte. La buccia unta e la costante qualità del frutto mostravano la sua origine di mela selvatica. La cultivar fu denominato "Granny" Smith in onore della vecchia signora che per prima l'aveva coltivata.

## Morte ed eredità
Maria Ann Smith morì il 9 marzo 1870 a Ryde e venne sepolta al cimitero di St Anne, sito a pochi chilometri di distanza dalla sua fattoria. Lasciò il marito Thomas, tre figli e due figlie. Nel corso della vita non vide la mela diventare una varietà commerciale, ma la sua coltura è stata comunque proseguita dai coltivatori locali, tra cui Gallard, che acquistò parte della fattoria Smith dopo la morte di Thomas, avvenuta nel 1876. Nel 1890 la pianta fece la sua prima apparizione alla Mostra Agricola e Orticola di Castle Hill come la "pianta Smith". Dal 1891, quando la "Pianta di Granny Smith" vinse il premio per le migliori mele da cottura, cominciò la sua diffusa adozione da parte dei frutticoltori locali.
Nel 1895 Albert H. Benson, esperto di frutta per il Dipartimento dell'Agricoltura del Nuovo Galles del Sud, indicò le piante Granny Smith come varietà da inserire nella lista dei frutti idonei all'esportazione. Intraprese inoltre la prima coltivazione su larga scala della mela alla Stazione Sperimentale Governativa di Bathurst. Poco dopo la fine della prima guerra mondiale le mele Granny Smith sono state esportate dall'Australia in tutto il mondo.
La parte meridionale della fattoria Smith è ora ricordata come Parco Commemorativo Granny Smith (Granny Smith Memorial Park). Dal 1985 la sua eredità è celebrata con l'annuale Granny Smith Festival a Eastwood.